# 581

## Nașteri
- dată necunoscută: Bilal bin Rabah  (d. 642)

## Decese
- dată necunoscută: Gisulf I de Friuli  (n. ?)